# Mobali
Singles de Siboy
Un jour
(2017)
Singles par Damso
Θ. Macarena
(2017) Mwaka Moon (de Kalash featuring Damso)
(2017)
Pistes de Spécial
Téléphone
(10) Hitch
(12)
Mobali est une chanson du rappeur français Siboy au côté de Benash & Damso extraite de l'album studio, intitulé Spécial. Le titre est sorti en tant que single de l'album le 30 juin 2017.
Le single connait le succès à sa sortie et est certifié single de diamant en France.

## Classements

### Classements hebdomadaires
| Classements                             | Meilleure position |
| --------------------------------------- | ------------------ |
| France (SNEP)                           | 10                 |
| Belgique (Wallonie Ultratop 50 Singles) | 6                  |

### Classements annuels
| Classement (2017) | Position |
| ----------------- | -------- |
| France (SNEP)     | 37       |
| Classement (2018) | Position |
| France (SNEP)     | 88       |

## Certifications et ventes
| Région                                                                                                 | Certification | Ventes/Streams                  |
| --- | ------------- | ------------------------------- |
| France (SNEP)                                                                                          | Diamant       | 35 000 000 d'équivalent streams |
| *Ventes selon la certification ^Mise en rayon selon la certification xNon précisé par la certification |               |                                 |